# Ferdinand Schur
Philipp Johann Ferdinand Schur, född 18 februari 1799 i Königsberg (nuvarande Kaliningrad), död 27 maj 1878, var en tysk-österrikisk apotekare och botaniker.
Efter studier i Königsberg och Berlin blev han ledare för en kemikaliefabrik i Liesing (Wien). Åren 1853–1854 var han lärare i en skola i Kronstadt. Åren 1854–1878 arbetade han som självständig vetenskapsman i Wien, Brunn och Bielitz.
Schur var författare till den välrenommerade "Enumeratio plantarum Transsilvaniae" som var resultatet av nio års botaniska undersökningar i Transsylvanien.  Hans studier av Transsylvaniens flora  ledde till "Sertum florae Transsilvaniae" (1853).
Schur har hedrats med epitetet schurii att fogas till taxa'.
Auktorsnamnet Schur kan användas för Ferdinand Schur i samband med ett vetenskapligt namn inom botaniken; se Wikipediaartiklar som länkar till auktorsnamnet.